# Hangcsou Déli pályaudvar
Hangcsou Déli pályaudvar (kínai nyelven: 杭州南站 pinjin: Hángzhōunǎn zhàn) egy vasúti pályaudvar Hangcsouban, Kínában. A vasútállomás 1931-ben nyílt meg.

## Vasútvonalak
Az állomást az alábbi vasútvonalak érintik:
- Shanghai–Kunming-vasútvonal
- Hsziaosan–Ningpo-vasútvonal
- Hangcsou–Ningpo nagysebességű vasútvonal
- Sanghaj–Kunming nagysebességű vasútvonal
- Hangcsou-Huangshan nagysebességű vasútvonal

## Kapcsolódó állomások
A vasútállomáshoz az alábbi állomások vannak a legközelebb:
- Shaoxing North railway station (Ningbo railway station, Hangcsou–Ningpo nagysebességű vasútvonal)
- Xiajiaqiao Railway Station (Ningbo railway station, Hsziaosan–Ningpo-vasútvonal)
- Hangcsou Keleti pályaudvar (Hangcsou Keleti pályaudvar, Hangcsou–Ningpo nagysebességű vasútvonal, Hangcsou-Huangshan nagysebességű vasútvonal, Hangzhou–Taizhou high-speed railway)
- Zhuji railway station (Kunming South railway station, Sanghaj–Kunming nagysebességű vasútvonal)
- Yingning Railway Station (Sanghaj pályaudvar, Sanghaj Déli pályaudvar, Shanghai–Kunming-vasútvonal)
- Xiaoshan Railway Station (Kunming railway station, Shanghai–Kunming-vasútvonal)
- Xiaoshanxi Railway Station (Xiaoshanxi Railway Station, Hsziaosan–Ningpo-vasútvonal)
- Hangcsou Keleti pályaudvar (Sanghaj Hungcsiao pályaudvar, Sanghaj–Kunming nagysebességű vasútvonal)
- Fuyang Railway Station (Huangshanbei Railway Station, Hangcsou-Huangshan nagysebességű vasútvonal)